# Rhyacophila lobsang
Rhyacophila lobsang är en nattsländeart som beskrevs av Schmid 1970. Rhyacophila lobsang ingår i släktet Rhyacophila och familjen rovnattsländor. Inga underarter finns listade i Catalogue of Life.